# ГЕС Килавузлу
ГЕС Килавузлу (тур. Kılavuzlu) — гідроелектростанція на південному сході Туреччини. Знаходячись між ГЕС Мензелет (вище по течії) та ГЕС Сир, входить до складу каскаду на річці Джейхан, яка біля однойменного міста впадає до Середземного моря.
У межах проєкту річку перекрили земляною греблею висотою 59 метрів, яка потребувала 3,5 млн м3 матеріалу. Вона утримує водосховище з площею поверхні 3,1 км2 та об'ємом 69 млн м3, у якому припустиме коливання рівня в операційному режимі між позначками 484 та 486 метрів НРМ.
Пригреблевий машинний зал обладнали чотирма турбінами типу Френсіс потужністю по 13,5 МВт, які при напорі у 54 метри повинні забезпечувати виробництво 248 кВт·год електроенергії на рік.